# Station Będzin
Station Będzin is een goederen spoorwegstation in de Poolse plaats Będzin.